# 文献祠
29°55′17″N 118°16′53″E / 29.92139°N 118.28139°E
文献祠是中国安徽省黄山市徽州区呈坎镇呈坎村的一座明代祠堂建筑，位于呈坎村西首宝纶路8号。文献祠始建于明弘治年间，占地面积3800平米，至寝殿进深150多米。现存门屋、寝殿和甬道，门屋、寝殿均为七开间，建筑面积908平米。其余部分为废墟状态。
2001年6月25日，文献祠和呈坎村内共计22处明清古建筑，包括长春大社、罗会泰宅、钟英楼、下屋三宅（含金汉龙宅、罗重光宅、章金标宅）、隆兴桥、环秀桥、燕翼堂、罗纯夫宅、罗润坤宅、石柱厅、首善儒宗宅门楼、罗永祈宅、罗会铮宅、罗子琴宅、汪闺秀宅、罗来林宅、杜欢喜宅、罗来滨宅、罗光荣宅等、以呈坎村古建筑群的名义，列为全国重点文物保护单位。
2013年，呈坎古村落被国家文物局列为全国3个文物保护样板工程试点之一，对“国保”建筑进行维修保护，创建可复制可推广的古建筑保护“呈坎模式”，并在全国推广。文献祠属于其中的第二期修缮工程，采用原材料、原工艺，已通过验收。